# Giurgiulești
Giurgiulești (in ucraino Джурджулешти?, Džurdžulešty e in russo Джурджулешты?, Džurdžulešty) è un comune della Moldavia situato nel distretto di Cahul di 2.995 abitanti al censimento del 2004.
È situato sul punto più meridionale del paese al confine con la Romania e l'Ucraina.

## Società

### Evoluzione demografica
Al censimento del 2004 il comune aveva 2.995 abitanti, dei quali 2.936 (98%) di lingua rumena.

## Economia
La Moldavia ha un accesso al Danubio di soli 480 metri e il comune ospita l'unico porto fluviale del paese. È in funzione un deposito di carburanti costruito tra il 1996 e il 2006.